# Roberto Rigali
Roberto Rigali (Esine, 7 gennaio 1995) è un velocista italiano, medaglia d'argento nella staffetta 4×100 metri ai Mondiali di Budapest 2023.

## Biografia
Cresciuto a Borno, in provincia di Brescia, ha cominciato a praticare l'atletica leggera nel 2011, presso il club Atletica Vallecamonica, allenato da Innocente Agostini. In precedenza era attivo nello sci alpino, che ha abbandonato a causa di problemi di periostite.
Nel 2013 ha vinto una medaglia di bronzo con la staffetta 4×100 m agli Europei under 20. Nel 2014 ha partecipato ai Mondiali under 20 nella medesima specialità, con la staffetta azzurra che però è stata squalificata in batteria. Nel 2018, dopo varie medaglie conquistate ai campionati italiani nelle categorie giovanili, ha vinto una medaglia d'argento nei 100 m piani ai campionati italiani assoluti con il tempo di 10"33.
Si è piazzato in quinta posizione ai Giochi europei di Minsk 2019 nei 100 m piani con il tempo di 10"64; sempre nel medesimo anno ha anche conquistato una medaglia d'argento ai campionati italiani assoluti indoor nei 60 m piani. In questa annata è inoltre stato convocato come riserva per le World Relays per la seconda volta; dopo la convocazione già ricevuta nel 2017 sempre come riserva nella medesima manifestazione sempre nel 2019, è anche stato riserva della staffetta 4×100 m ai campionati mondiali di Doha. L'anno successivo ha invece conquistato una seconda medaglia d'argento ai campionati italiani assoluti sui 100 m piani, sconfitto solamente dal primatista italiano sulla distanza, Marcell Jacobs.
Ai Giochi del Mediterraneo di Orano 2022 ha ottenuto il 6º posto nei 100 m piani e vinto la medaglia d'oro con la staffetta 4×100 m, con Andrea Federici, Matteo Melluzzo e Diego Pettorossi.
Nel 2023 conquista, insieme a Marcell Jacobs, Lorenzo Patta e Filippo Tortu, la medaglia d'argento nella staffetta 4x100 metri ai mondiali di Budapest.

## Progressione

### 60 metri piani indoor
| Stagione | Tempo | Luogo   | Data      | Rank Mondiale |
| -------- | ----- | ------- | --------- | ------------- |
| 2023     | 6"62  | Ancona  | 29-1-2023 | 82°           |
| 2020     | 6"72  | Bergamo | 2-2-2020  | 202°          |
| 2019     | 6"72  | Ancona  | 17-2-2019 | 194°          |
| 2018     | 6"81  | Bergamo | 28-1-2018 | 552°          |
| 2017     | 6"85  | Bergamo | 15-1-2017 | 751°          |
| 2016     | 6"87  | Ancona  | 6-2-2016  | 887°          |
| 2015     | 6"88  | Padova  | 22-2-2015 | 847°          |
| 2014     | 6"93  | Bergamo | 16-2-2015 | 1220°         |
| 2013     | 7"03  | Bergamo | 10-2-2014 | 2114°         |

### 100 metri piani
| Stagione | Tempo | Luogo         | Data        | Rank Mondiale |
| -------- | ----- | ------------- | ----------- | ------------- |
| 2023     | 10"25 | Modena        | 8-7-2023    | 293°          |
| 2022     | 10"35 | Roma          | 12-5-2022   | 516°          |
| 2021     | 10"43 | Bergamo       | 3-7-2021    | 648°          |
| 2020     | 10"36 | Pavia         | 8/15-8-2020 | 165°          |
| 2019     | 10"43 | Bergamo       | 13-7-2019   | 575°          |
| 2018     | 10"31 | Nembro        | 5-7-2018    | 265°          |
| 2017     | 10"47 | Nembro        | 7-7-2017    | 672°          |
| 2016     | 10"50 | Gavardo       | 29-5-2016   | 777°          |
| 2015     | 10"50 | Busto Arsizio | 27-6-2015   | 712°          |
| 2014     | 10"53 | Gavardo       | 18-5-2014   | 799°          |
| 2013     | 10"74 | Rieti         | 14-6-2013   | 1882°         |

### 200 metri piani
| Stagione | Tempo | Luogo             | Data      | Rank Mondiale |
| -------- | ----- | ----------------- | --------- | ------------- |
| 2020     | 21"46 | Nembro            | 11-7-2020 | 874°          |
| 2019     | 21"32 | Bergamo           | 14-7-2019 | 1211°         |
| 2018     | 21"16 | La Chaux-de-Fonds | 1-7-2018  | 755°          |
| 2017     | 21"27 | Firenze           | 11-6-2017 | 938°          |
| 2016     | 21"25 | Chiari            | 22-5-2016 | 891°          |
| 2015     | 21"37 | Chiari            | 7-6-2015  | 1068°         |
| 2014     | 21"61 | Lodi              | 27-4-2014 | 1754°         |
| 2013     | 21"37 | Lodi              | 1-6-2013  | 978°          |
| 2012     | 22"40 | Nembro            | 20-6-2012 | 6041°         |
| 2011     | 22"30 | Chiuro            | 11-6-2011 | -             |

## Palmarès
| Anno | Manifestazione          | Sede      | Evento        | Risultato  | Prestazione | Note                                     |
| ---- | ----------------------- | --------- | ------------- | ---------- | ----------- | ---------------------------------------- |
| 2013 | Europei U20             | Rieti     | 4×100 m       | Bronzo     | 40"00       |                                          |
| 2014 | Mondiali U20            | Eugene    | 4×100 m       | Batteria   | dq          |                                          |
| 2019 | Giochi europei          | Minsk     | 100 m piani   | 5º         | 10"64       |                                          |
| 2022 | Giochi del Mediterraneo | Orano     | 100 m piani   | 6º         | 10"39       |                                          |
| 2022 | Giochi del Mediterraneo | Orano     | 4×100 m       | Oro        | 38"95       |                                          |
| 2023 | Europei indoor          | Istanbul  | 60 m piani    | Batteria   | 6"74        |                                          |
| 2023 | Mondiali                | Budapest  | 4×100 m       | Argento    | 37"62       | Miglior prestazione personale stagionale |
| 2024 | World Relays            | Nassau    | 4×100 m       | Finale     | dq          | [ 7 ]                                    |
| 2024 | Europei                 | Roma      | 100 m piani   | Semifinale | 10"36       | [ 8 ]                                    |
| 2024 | Europei                 | Roma      | 4×100 m       | Oro        | 37"82       | [ 9 ]                                    |
| 2025 | World Relays            | Guangzhou | 4x100 m mista | 5º         | 41"25       |                                          |

## Campionati nazionali
1 volta campione italiano universitario (2023)
2011
- 7º ai campionati italiani allievi, 200 m piani - 22"75

2012
- Bronzo ai campionati italiani allievi, 200 m piani - 22"60

2013
- 6º ai campionati italiani juniores, 100 m piani - 10"74
- 4º ai campionati italiani juniores, 200 m piani - 21"67
- 7º ai campionati italiani juniores indoor, 60 m piani - 7"09

2014
- Bronzo ai campionati italiani juniores, 100 m piani - 10"63
- Argento ai campionati italiani juniores indoor, 200 m piani - 22"16

2015
- 5º ai campionati italiani promesse, 100 m piani - 10"62
- Bronzo ai campionati italiani promesse indoor, 60 m piani - 6"96

2016
- Bronzo ai campionati italiani assoluti indoor, staffetta 4x1 giro - 1'28"39
- 5º ai campionati italiani promesse, 100 m piani - 10"84
- 4º ai campionati italiani promesse indoor, 60 m piani - 6"87

2017
- 6º ai campionati italiani assoluti, 200 m piani - 21"32
- 5º ai campionati italiani promesse, 200 m piani - 21"27
- 4º ai campionati italiani promesse indoor, 60 m piani - 6"88

2018
- Argento ai campionati italiani assoluti, 100 m piani - 10"33
- Eliminato in semifinale ai campionati italiani assoluti indoor, 60 m piani - 6"89

2019
- Argento ai campionati italiani assoluti indoor, 60 m piani - 6"73

2020
- Argento ai campionati italiani assoluti, 100 m piani - 10"28
- 4º ai campionati italiani assoluti indoor, 60 m piani - 6"80

2021
- Eliminato in batteria ai campionati italiani assoluti, 100 m piani - 10"68

2022
- 7º ai campionati italiani assoluti, 100 m piani - 10"43
- Argento ai campionati italiani universitari, 100 m piani - 10"69

2023
- Bronzo ai campionati italiani assoluti indoor, 60 m piani - 6"69
- Oro ai campionati italiani universitari, 100 m piani - 10"32
- Argento ai campionati italiani assoluti, 100 m piani - 10"34

2024
- 5º ai campionati italiani assoluti, 100 m piani - 10"29

2025
- Eliminato in batteria ai campionati italiani assoluti, 100 m piani - 10"53

## Altre competizioni internazionali
2025
- Campionati europei a squadre di atletica leggera ( Madrid)